# 温特沙伊德
温特沙伊德是德国莱茵兰-普法尔茨州的一个市镇。总面积8.50平方公里，总人口134人，其中男性68人，女性66人（2011年12月31日），人口密度16人/平方公里。